# Angoscia (film 1944)
Angoscia (Gaslight) è un film del 1944 diretto da George Cukor. Tratta dall'omonima opera teatrale del 1938 di Patrick Hamilton, è la storia di una giovane coppia e dei deragliamenti psicologici legati alla manipolazione. Si tratta infatti del soggetto narrativo che diede origine al termine "gaslighting".

## Trama
Londra, epoca vittoriana. Paula è una giovane inglese che aspira a diventare un soprano, nipote della celebre cantante lirica Alice Alquist; destinata ad altre fortune, si troverà di fronte al misterioso omicidio della zia. Si recherà quindi in Italia per cercare di studiare e distrarsi dalla tragedia. In quel soggiorno incontrerà Gregory, un elegante pianista dai dolci modi, dal cui colpo di fulmine verrà uno spedito matrimonio e la decisione di tornare a Londra, nella residenza della zia defunta. 
Inizierà lì a incrinarsi la loro vita matrimoniale e la salute di Paula, a causa dell'insolita personalità di Gregory e delle sue attenzioni presto rivelatesi non propriamente innocue e oneste come in apparenza. Il marito cerca di portare la moglie alla pazzia manipolando piccoli elementi dell'ambiente, per esempio affievolendo le luci delle lampade a gas (Gaslight). La moglie nota questi cambiamenti, ma il marito insiste nell'affermare che sia lei a ricordare male o inventarsi le cose. Questo porta Paula a dubitare sempre di più delle sue sensazioni e diventare sempre più emotivamente instabile.
Tuttavia, un ispettore di Scotland Yard, ex fervente ammiratore di Alice, inizia  a interessarsi alla situazione di Paula e a cercare negli archivi della polizia informazioni sull'omicidio di Alice, mai risolto. In questa occasione apprende che Alice possedeva gioielli reali che non sono mai stati ritrovati. Con l'aiuto di un agente di polizia che ha trasferito nel quartiere della coppia, scopre lo strano comportamento del marito: esce di casa di notte, fingendo di andare al lavoro, ma scompare nel vicolo dietro casa sua.
Alla fine scopre che l'assassino di Alice è il marito di Paula (il cui vero nome è Sergio Bauer) e che sta cercando i gioielli che non ha trovato: di solito, percorrendo una strada indiretta, va in soffitta a frugare tra le cose della zia. Il suo matrimonio con Paula era un piano per ottenere accesso alla casa della zia, seguito da un'astuta strategia per internare la donna e ottenere così pieno accesso al tesoro. Poi mette il marito contro il muro e gli spiega le sue deduzioni, scatenando una lite. L'ispettore, affiancato dal poliziotto, prende il sopravvento e arresta Sergio.

## Produzione

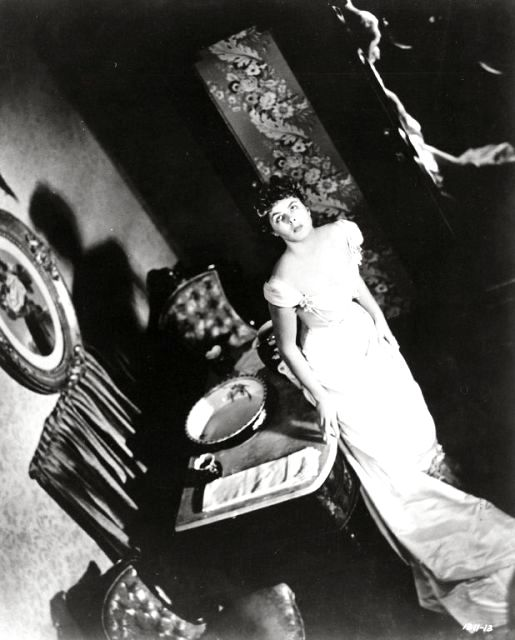
Ingrid Bergman in una scena del film

Il film è il remake di una pellicola dallo stesso titolo (Gaslight) prodotta nel 1940, con Anton Walbrook e Diana Wynyard, per la regia di Thorold Dickinson.
Le riprese furono completamente effettuate all'interno di set insonorizzati e, non potendo ricreare le atmosfere della Londra vittoriana nei luoghi reali, anche le poche scene esterne furono ricostruite nei set.
Boyer era più basso della Bergman e perciò dovette girare alcune scene su un piedistallo per apparire più alto.
David O. Selznick prestò la Bergman alla MGM, ma quando seppe che Charles Boyer voleva che il suo nome apparisse per primo nei titoli del film, cambiò idea. Fu l'insistenza della Bergman, che voleva a tutti i costi la parte, a farlo tornare sui suoi passi. Per interpretare al meglio il ruolo di Paula, una donna che lentamente impazzisce, la Bergman si documentò approfonditamente; andò in un istituto di igiene mentale e studiò a lungo una paziente, per carpire ogni singola espressione del viso e degli occhi in particolare.

## Distribuzione
- Stati Uniti d'America: 4 maggio 1944
- Svezia: Gasljus, 30 ottobre 1944
- Australia: 15 febbraio 1945
- Finlandia: Kaasuvalo, 28 dicembre 1945
- Turchia: Isiklar sönerken, 1946
- Grecia: Efialtis, 26 marzo 1946
- Portogallo: Meia Luz, 26 marzo 1946
- Francia: Hantise, 1º gennaio 1947

Fu presentato in concorso al Festival di Cannes 1946.

## Doppiaggio italiano
In Italia il film uscì nel 1946 e le voci italiane dei protagonisti furono affidate a Lydia Simoneschi (Bergman), Emilio Cigoli (Boyer) e Mario Pisu (Cotten). Nel 1980, quando la Rai programmò un ciclo di film dedicato a Ingrid Bergman, ci si accorse che la copia originale del film c'era, ma non si trovava il doppiaggio italiano. Così il film venne ridoppiato e questa volta le voci italiane dei tre protagonisti divennero quelle di Ludovica Modugno (Bergman), Antonio Colonnello (Boyer) e Giacomo Piperno (Cotten).

## Premi e riconoscimenti
- 1945 - Premio Oscar
  - Miglior attrice protagonista a Ingrid Bergman
  - Migliore scenografia a Cedric Gibbons, William Ferrari, Paul Huldschinsky ed Edwin B. Willis
  - Candidatura Miglior film alla Metro-Goldwyn-Mayer
  - Candidatura Miglior attore protagonista a Charles Boyer
  - Candidatura Miglior attrice non protagonista a Angela Lansbury
  - Candidatura Migliore sceneggiatura non originale a John L. Balderston, Walter Reisch e John Van Druten
  - Candidatura Migliore fotografia a Joseph Ruttenberg
- 1945 - Golden Globe
  - Miglior attrice in un film drammatico a Ingrid Bergman

Nel 2001 l'American Film Institute l'ha inserito al 78º posto della classifica dei cento migliori film thriller e horror di tutti i tempi.
Nel 2019 è stato scelto per la conservazione nel National Film Registry della Biblioteca del Congresso degli Stati Uniti

## Influenza culturale
Dal titolo originale Gaslight deriva l'espressione "Gaslighting" che indica una forma di violenza psicologica attraverso cui la vittima viene indotta a dubitare della sua percezione della realtà.
Tale violenza può consistere in manovre esteriori (come il nascondere o spostare oggetti) o psicologiche. Così facendo il carnefice fa credere alla vittima di essere colpevole dei maltrattamenti subiti ma mostrandosi contemporaneamente compassionevole.